# Neukirchen (Weilerswist)
Neukirchen (ⓘ) ist ein Ortsteil der Gemeinde Weilerswist im Kreis Euskirchen, Nordrhein-Westfalen und bildet zusammen mit Müggenhausen und Schwarzmaar die statistische Ortschaft Müggenhausen mit gut 500 Einwohnern.

## Lage

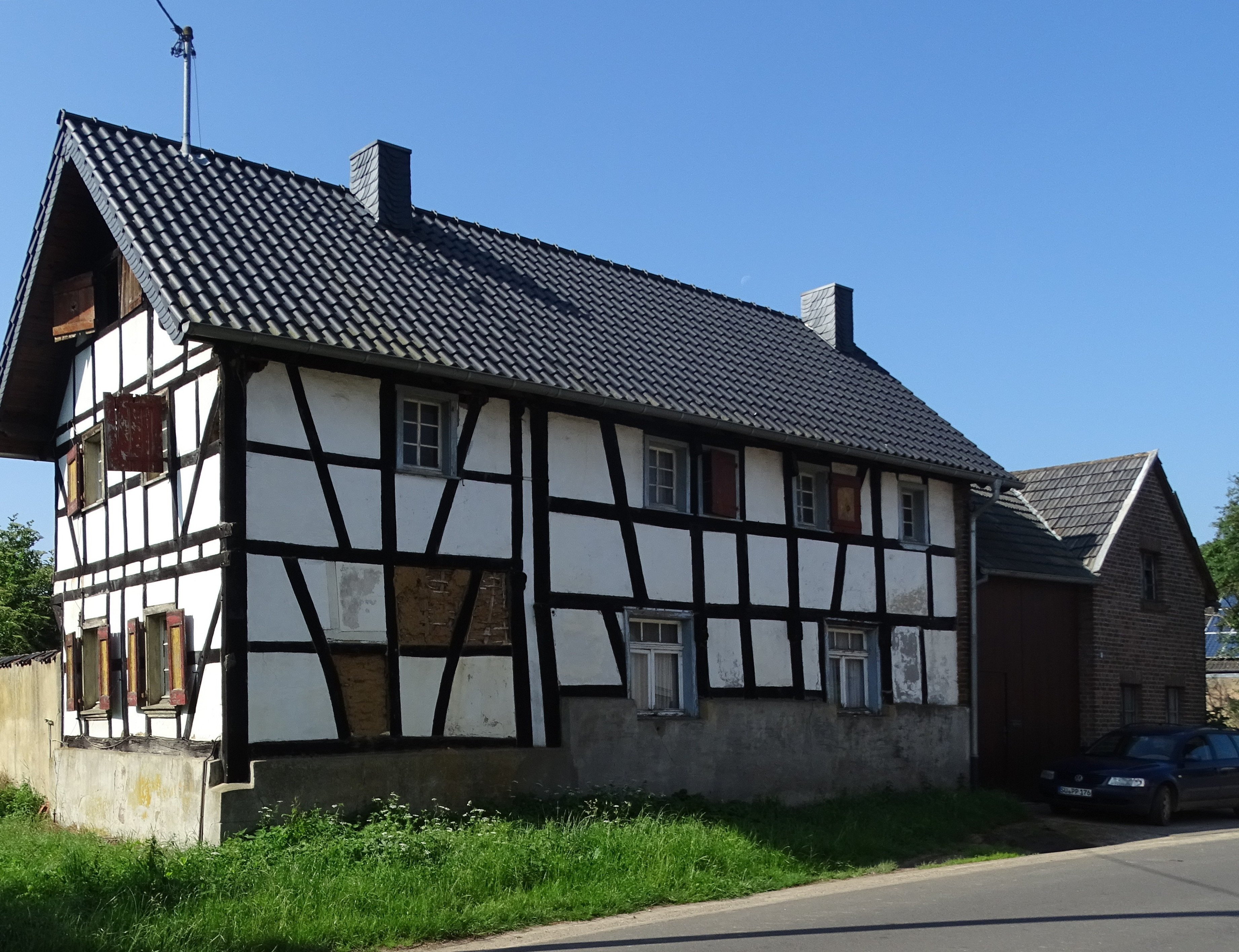
Vierkanthof in Neukirchen, Heimerzheimer Straße 6

Der Ortsteil liegt südöstlich von Weilerswist an der Landstraße 182. Direkt am Ortsrand liegt die Anschlussstelle Swisttal-Heimerzheim der Bundesautobahn 61.

## Verkehr
Die VRS-Buslinie 986 der RVK verbindet den Ort mit Weilerswist und Heimerzheim, abends und am Wochenende als TaxiBusPlus nach Bedarf. Zusätzlich verkehrt an Schultagen eine Fahrt der Linie 806 nach Euskirchen und zurück.
| Linie | Verlauf |
| ----- | --- |
| 806   | Euskirchen Bf – Kleinbüllesheim – Dom-Esch – (Neukirchen – Müggenhausen – Metternich) / (Mömerzheim – Ollheim – Straßfeld – Heimerzheim) |
| 986   | Abends und am Wochenende als TaxiBusPlus: Heimerzheim – Neukirchen – Müggenhausen – Abzw. Schwarzmaar – Metternich – Weilerswist Bf      |